# Tunnelbaneolyckan i Mexico City 2021
Tunnelbaneolyckan i Mexico City 2021 inträffade den 3 maj klockan 22.25 CDT. En upphöjd sektion på linje 12 i Mexico Citys tunnelbana kollapsade mellan stationerna Olivos och Tezonco i Mexico City. 25 personer   bekräftades döda – 21 dog på platsen och ytterligare fyra dödförklarades på sjukhus. Det var tunnelbanans dödligaste olycka på nästan 50 år.

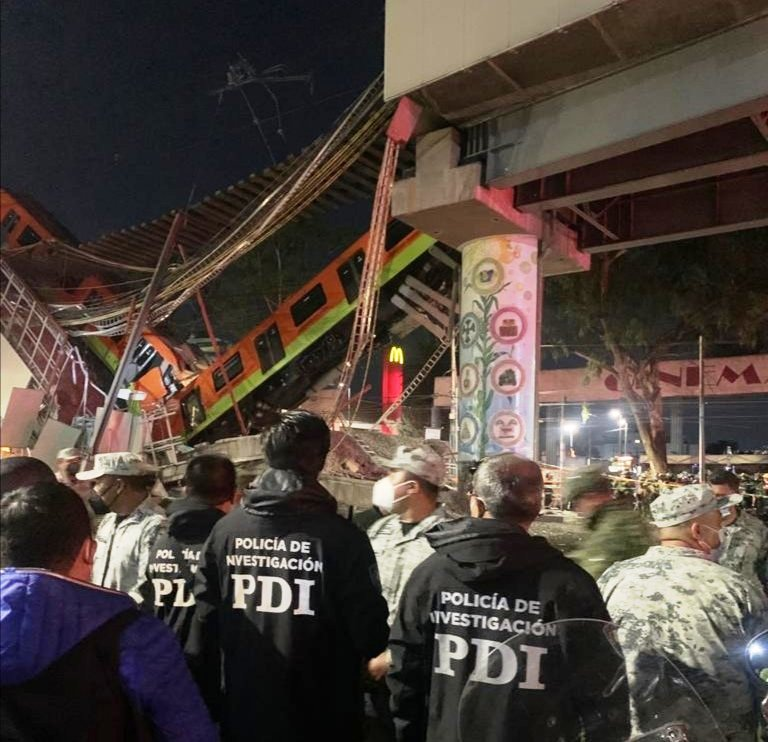
3 maj 2021 kollapsade en viadukt i Mexico Citys tunnelbana.

Linje 12 öppnades 2012 och var den senast tillkomna linjen i Mexikos tunnelbanesystem. Sedan invigningen hade linjen haft tekniska och strukturella problem och under 2014 och 2015 stängdes delar av linjen ned, däribland de upphöjda sektionerna där olyckan inträffade. Vid jordbävningen vid Puebla 2017 skadades brospannet ytterligare. Trots att det reparerades inom några månader så rapporterade invånare ett par år senare att problemen fortfarande fanns kvar.

## Kollaps

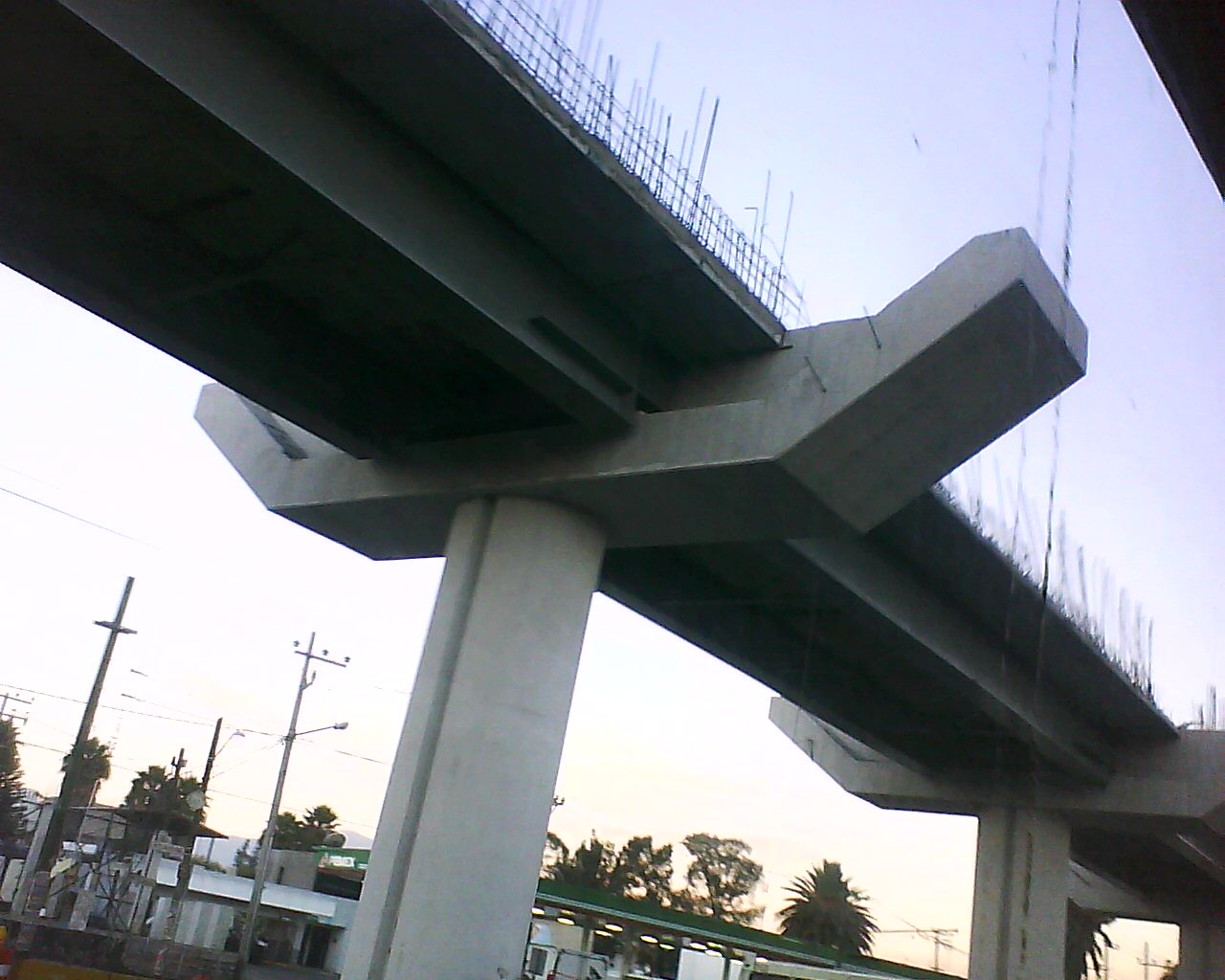
Betongbalkar nära Olivos station 2010. Olyckan orsakades av att en liknande balk kollapsade.

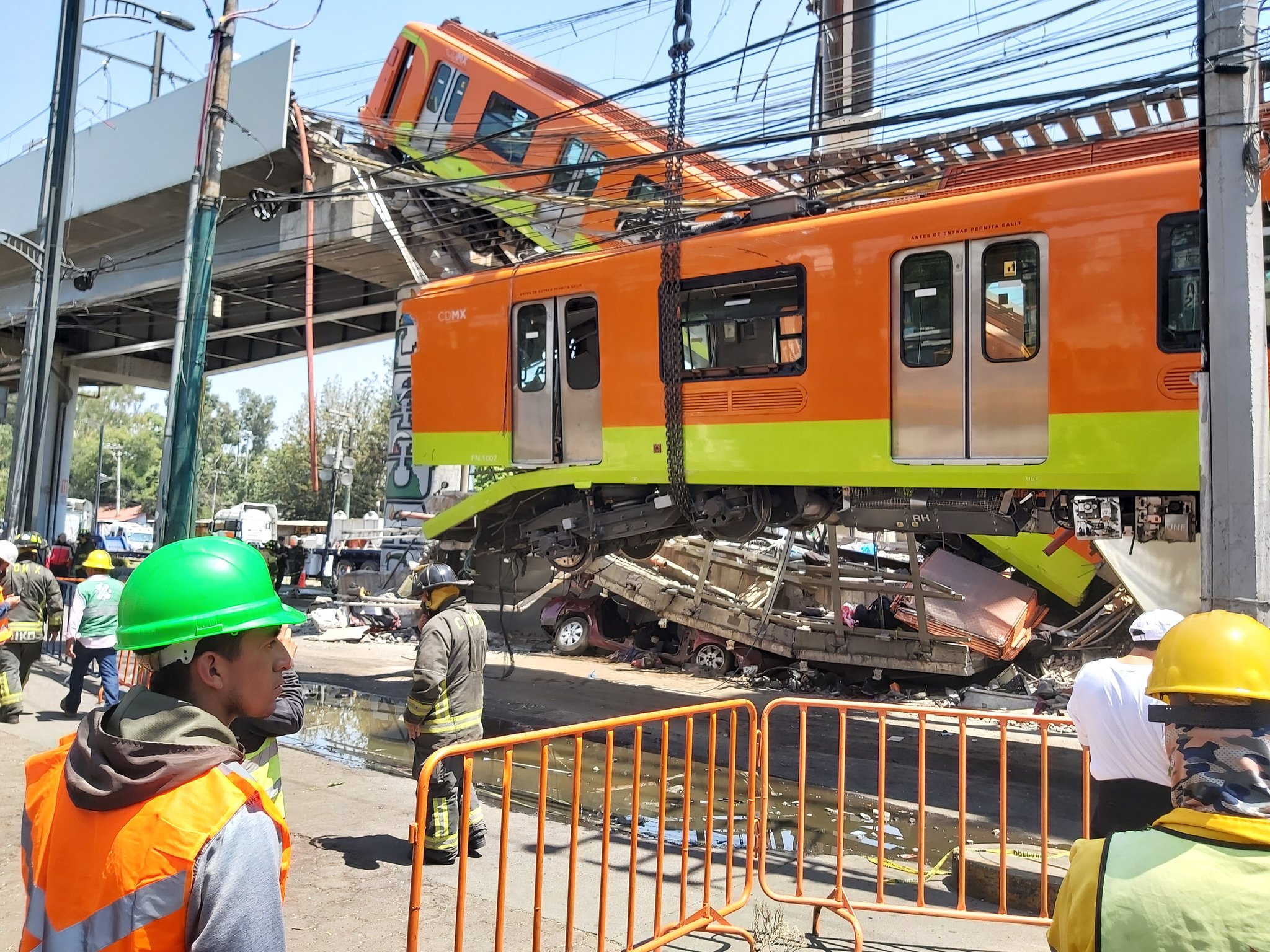
Dagen efter kollapsen.

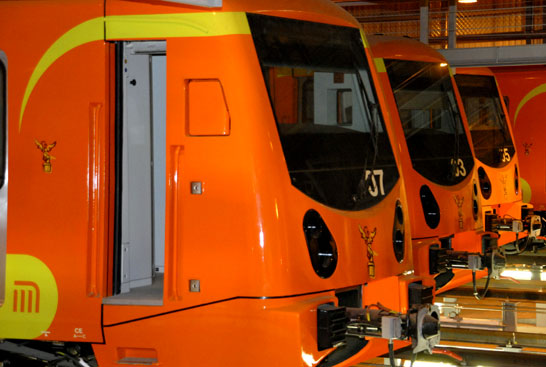
FE-10 nr 7 (närmast kameran), det berörda tåget.

Den 3 maj 2021 klockan 22.25 passerade ett tåg på väg österut i distriktet Tláhuac på viadukten mellan stationerna Olivos och Tezonco. Cirka 220 meter före Olivos station kollapsade sektionen när en balk som höll upp spåren gick sönder. Det ledde till att tågets två sista vagnar föll ned. Delar av konstruktionen föll ned på en bil och dödade föraren samt skadade en av bilens passagerare. Minst 24 personer omkom och 70 skadades, inklusive 65 personer som blev inlagda på sjukhus (varav sju i allvarligt tillstånd). Bland de omkomna fanns även barn.

## Räddningsinsatser
Efter kollapsen inledde förbipasserande personer räddningsarbetet. Senare anslöt de första räddningsstyrkorna. En person som satt fast i sitt fordon bredvid tåget kunde räddas oskadd. En kran skickades ut för att hissa upp delar av tåget medan sök- och räddningsteam arbetade för att hitta överlevande.
Den första tunnelbanevagnen avlägsnades dagen efter, den 4 maj klockan 9.20. Klockan 14.00 samma dag kunde även den andra tunnelbanevagnen avlägsnas.

## Efterspel
Hela linje 12 stängdes av helt och ersattes dagen efter med bussar. Tunnelbanebolaget STC uppmanade  invånarna att undvika området. Delar av linjen återöppnades 15 juli 2023.
Mexico Citys borgmästare Claudia Sheinbaum sade att åklagarmyndigheten enbart kommer att arbeta med utredningen av orsaken till olyckan. Linjen kommer att förbli avstängd medan en teknisk undersökning av konstruktionen genomförs. Den federala regeringen utlyste tre dagars landssorg.
Generalsekreteraren för det mexikanska fackförbundet för tunnelbanearbetare, Jesús Urban, meddelade att cirka 8 000 arbetare skulle gå ut i strejk på grund av otillräckliga åtgärder för deras säkerhet.

### Protester
Dagen därpå vandaliserade demonstranter flera stationer, krossade plattformsväggar av glas och klottrade slagord som "Det var ingen olycka – det var vårdslöshet" på stationernas väggar. Demonstranter marscherade från Periférico Oriente-stationen till olycksplatsen med banderoller med texterna "Det var ingen olycka, de ansvariga har för- och efternamn" och "Korruption dödar och de döda är alltid folket".